# Pornografia de Overwatch
Pornografia de Overwatch, jogo eletrônico da Blizzard Entertainment de 2016, se tornou notável. Os designs dos personagens chamaram a atenção de criadores de conteúdo, resultando em diversas fanarts eróticas.

## História
Overwatch é um jogo online e multijogador de tiro desenvolvido pela Blizzard Entertainment. O jogo contém diversos personagens, cada um com um design único. Fanarts de jogos multijogador online como Overwatch sempre foram relativamente comuns; de acordo com o vice-presidente do Pornhub, Cory Price, as pesquisa mais populares relacionadas a jogos no site eram Minecraft, Halo, Clash of Clans e Call of Duty. Aoife Wilson, da Eurogamer, afirmou que uma pesquisa rápida em sites como o Pornhub revela pornografia inspirada em muitas franquias de jogos eletrônicos conhecidas.
Overwatch entrou em um beta fechado no final de 2015, período durante o qual várias pessoas retiraram os modelos de personagens de Overwatch do jogo e os espalharam pela Internet. No início de 2016, a Blizzard também enfrentou alguma controvérsia com o design de uma pose de vitória da personagem da capa do jogo, Tracer, que foi criticada por alguns fãs como "[reduzindo-a] a apenas mais um símbolo sexual feminino sem graça". Quando a Blizzard disponibilizou um beta aberto de Overwatch em 5 de maio de 2016, o Pornhub registrou um aumento de 817% nas pesquisas de material pornográfico relacionado ao jogo. As buscas por pornografia de Overwatch foram originadas de maneira um tanto uniforme em todo o mundo, embora Coreia do Sul e Bielorrússia tenham pesquisado mais esse conteúdo. De acordo com Jeff Grub da VentureBeat, sites como o Tumblr estavam transbordando de fanarts sexualizadas dos personagens na época.

O jogo conseguiu se tornar icônico [...] antes mesmo de ser lançado, e isso se deve inteiramente ao design indelével dos personagens e ao talento artístico sui generis do jogo. Há mais fanart desse jogo do que você poderia imaginar.

— James Stephanie Sterling
Nathan Grayson do Kotaku declarou que Overwatch tem potencial para "bons pornôs" devido ao seu elenco colorido de personagens com estilos visuais distintos. Grayson destacou que o jogo apresenta um número de personagens femininas acima da média, muitas das quais usam roupas justas. Grayson escreveu que a pornografia de Overwatch é relativamente fácil de se fazer com o Source Filmmaker, cuja comunidade é construída em torno do compartilhamento de recursos, incluindo modelos nuas. Muitas pessoas que criam e assistem a pornografia de Overwatch não jogaram de fato o jogo. O Blender, outra "ferramenta de criação de gráficos 3D gratuita e de código aberto", também é usado por esses animadores, e um deles foi citado pelo Kotaku como tendo afirmado: "Os modelos de Overwatch estão, em sua maior parte, prontamente disponíveis para o Blender, e alguns deles são muito fáceis de usar para iniciantes". Alguns artistas alcançaram popularidade em suas comunidades online, conseguindo capitalizar sua arte em SFM ou Blender e usando-a como fonte de renda por meio de doações do Patreon.
O diretor de "Overwatch" Jeff Kaplan declarou em uma entrevista que ele e sua equipe mantiveram propositalmente os relacionamentos românticos e as identidades sexuais de seus personagens vagos para não "agradar" o público. Kaplan descreveu a cena pornô como "uma realidade inevitável da Internet em 2016". Quando Randy Pitchford, CEO da Gearbox Software, tuitou sobre a existência de conteúdo pornográfico baseado no jogo concorrente de Overwatch, Battleborn, foi imediatamente ridicularizado e trollado pelos fãs do jogo mais popular. Pitchford foi acusado de "tentar desesperadamente colocar os holofotes de volta em seu jogo", e a comunidade do Reddit para a qual ele apontou foi inundada de referências a "Overwatch".
Em janeiro de 2017, o Pornhub anunciou que Overwatch foi o 11.º termo mais pesquisado em seu site no ano anterior, superando as pesquisas de palavras como "anal" e "threesome". Pornografia com os personagens do jogo continuou popular anos após o lançamento do jogo. D.Va, Tracer e Mercy foram classificados como os três principais personagens de jogos eletrônicos por número de pesquisas no Pornhub em 2017, e o jogo foi o mais pesquisado na plataforma em 2019. Adições pós-lançamento de novos personagens ao jogo, como Brigitte e Ashe, impulsionaram pesquisas relacionadas. Depois que Ashe estreou, buscas por Overwatch em geral mais do que dobraram no Pornhub. Em 2022, usuários chineses da Internet contornaram a proibição estatal de pornografia usando um aplicativo de papel de parede, com a pornografia relacionada a Overwatch entre as mais populares na plataforma. Meios de comunicação continuaram a discutir sobre pornografia de Overwatch em 2022, antes do lançamento da sequência do jogo.

## Conteúdo
Muitos dos vídeos relacionados a "Overwatch" no Pornhub durante a versão beta aberta do jogo apresentavam os modelos oficiais dos personagens com algumas pequenas alterações para mostrar mais pele. Animadores amadores usaram a ferramenta gratuita Source Filmmaker da Valve para animar as atividades sexuais. A personagem Tracer foi, de longe, a personagem de Overwatch mais pesquisada durante esse período, seguida por Widowmaker e Mercy. Imagens Futanari também eram populares entre os usuários do Pornhub. Após o lançamento do modo competitivo de Overwatch no final de junho, a pesquisa "Mei Overwatch Rule 34" foi a mais popular relacionada ao jogo. Mo Mozuch da iDigitalTimes chamou a popularidade de Mei de significativa, observando que ela inicialmente não pareceria um alvo provável e que grande parte da pornografia dela é bastante body positive, descrevendo os exageros de sua forma como "mais Vénus de Willendorf do que Barbie". Em 12 de setembro, o site de pornografia YouPorn revelou que Tracer foi a segunda personagem feminina de jogos eletrônicos mais pesquisada no site, atrás apenas de Lara Croft. Em janeiro de 2017, o Pornhub divulgou uma lista das principais buscas de personagens de Overwatch no ano anterior, revelando que Tracer, D.Va, Mercy, Widowmaker e Sombra foram as cinco personagens femininas mais populares no site, e que Lúcio foi o personagem masculino mais popular no site.
A maior parte da pornografia de Overwatch tem apenas alguns segundos de duração e destina-se a ficar em loop indefinidamente. Desde o lançamento oficial do jogo, vários criadores fizeram experiências com conteúdo de história mais longo e mais elaborado. Embora cada um dos personagens tenha uma história pessoal, ainda não se sabe muito sobre eles. De acordo com Grayson, da Kotaku, "por padrão, eles não podem ser totalmente desenvolvidos. Tem que haver espaço para a identidade do jogador". Observou-se que as personalidades dos personagens do jogo foram levadas em consideração em algumas animações pornográficas. A maioria dos clipes curtos de personagens leva traços conhecidos de personagens a uma espécie de "conclusão lógica", como mostrar a ex-jogadora profissional D.Va se masturbando enquanto transmite ao vivo. Os superpoderes e os símbolos de agência das personagens femininas geralmente não são parte integrante dessas fan works, embora Emily Gaudette da Inverse tenha observado que Tracer é uma exceção a essa regra, afirmando que essa personagem "alcançou algo que poucas outras personagens femininas no pornô têm: uma personalidade única que só aumenta seu apelo sexual". Gaudette afirmou ainda que a maioria da pornografia de Overwatch é "padrão", sugerindo que ela é destinada a um público masculino heterossexual. Kate Gray, escrevendo para o site Kotaku, observou que os cenários encontrados em tais animações pornográficas "são bastante básicos".
Comentando sobre o conteúdo pornográfico disponível na Internet, Aoife Wilson, da Eurogamer, disse que alguns dos vídeos são de qualidade surpreendentemente alta, embora tenha criticado o fato de as personagens femininas serem geralmente retratadas de forma submissa, a menos que sejam retratadas com um pênis. Grayson afirmou que a maior parte da pornografia de "Overwatch" é ruim, apresentando movimentos inquietantemente rígidos e ângulos de câmera amadores. No entanto, ele também descreveu o bom conteúdo como "legitimamente sexy". Grayson também observou que existe muita comédia na cena pornográfica de "Overwatch", com pessoas criando vídeos humorísticos ou escrevendo descrições bobas. Em 2019, Gray também comentou sobre como as animações pornográficas de Overwatch se concentram em mulheres, em vez de homens, mas elogiou a qualidade dessas animações, opinando: "Claro, os seios podem ser excessivamente salientes e alguns dos suspiros de prazer são um pouco próximos demais dos soluços, mas a animação é incrível — movimentos sutis de carne e cabelo, simulações detalhadas de tecido, superfícies realistas, iluminação realista". Gray, no entanto, também criticou a cultura que cerca os criadores desse tipo de conteúdo, escrevendo que o gênero tem "muitos dos mesmos problemas que a indústria pornográfica como um todo". Ela acrescentou que "está claro que as pessoas que fazem esses vídeos estão interessadas em uma versão muito específica, predominantemente branca e quase sempre magra das mulheres", citando as alterações feitas em alguns personagens (como Pharah e Brigitte sendo retratadas como mais brancas e mais magras, respectivamente, do que no jogo), bem como uma sub-representação de outras. Sashacakies, um animador da cena pornográfica de "Overwatch", também criticou a falta de diversidade nesse tipo de conteúdo, mas não tinha certeza se a culpa era dos artistas ou dos consumidores.

### Erotica
Tanto a Inverse quanto a Kotaku sugeriram que a maior parte da comunidade de pornografia do Source Filmmaker de Overwatch consistia de homens heterossexuais. No entanto, ambos os sites observaram queusuários do Tumblr e de vários sites de fanfic produziam grandes quantidades de erotica romântica. Essas comunidades são compostas em grande parte por mulheres e pessoas LGBT mais interessadas em enfatizar os vínculos existentes entre os personagens. James Grebey, da Inverse, chamou o Tumblr de "talvez o ponto zero para fanart extremamente boa, quadrinhos comoventes e outros conteúdos fumegantes de Overwatch gerados pelos usuários". O Tumblr descreveu Overwatch como "repleto de shippings" devido a seus vinte personagens exclusivos. Em maio de 2017, o site analisou seus dados para determinar qual dos pares de personagens era o mais popular no Tumblr, revelando que Cassidy e Hanzo eram shippados 35% das vezes.

## Obras notáveis
Overwatch foi tema de uma paródia pornô criada pela Brazzers em setembro de 2016. Intitulada Oversnatch XXX Parody, o vídeo apresenta Danny D como Reaper e Aletta Ocean como Widowmaker. A paródia apresenta uma "partida de rancor" entre os dois personagens em um clube de strip-tease abandonado. Oversnatch XXX Parody foi a primeira vez que a Brazzers produziu uma paródia de um jogo eletrônico, mas eles fizeram mais depois.
Depois de produzir várias capas parodiadas da Playboy, a equipe do site Overpog.com decidiu criar uma revista com o tema de Overwatch num estilo Playboy com o título de Playwatch. Essa revista não incluia nenhuma nudez, sendo que algumas das imagens eram cortadas ou editadas para remover a nudez onde ela poderia estar. A revista também apresenta artigos e entrevistas fictícias com os personagens de Overwatch, bem como cosplays da vida real. Overpog concluiu a primeira edição da Playwatch em novembro e atraiu um grande público do Reddit. Overpog disse ao PVP Live que as imagens sexuais em Playwatch "tinham a intenção de excitar e impressionar com intenção artística, e não ser abertamente sexual", e que a revista era, antes de tudo, uma paródia da Playboy. Em fevereiro de 2017, a Playwatch foi fechada por meio de um cease and desist emitido por uma empresa de direitos autorais contratada pela Blizzard Entertainment.
Em 2017, a artista de cosplay Stella Chuu iniciou um esforço em grupo de cosplays sexualizados de Overwatch sob a bandeira "Underwatch". Chuu elaborou designs de cosplay de cada herói de Overwatch e começou a trabalhar com um grupo para apresentar o trabalho na Katsucon 2017. Esse encontro de cosplays foi muito bem-sucedido, atraindo uma grande multidão, e a equipe da Katsucon pediu ao grupo que saísse ou se cobrisse por cerca de uma hora, momento em que eles se mudaram para uma suíte no MGM Grand local para uma sessão de fotos. Chuu disse ao Kotaku que "muitos dos cosplayers se aproximaram [dela] depois para expressar o quanto [o evento] os fez sentir confiantes".
A empresa de pornografia de cosplay BaDoinkVR planejou lançar vários projetos de pornografia de realidade virtual baseados em Overwatch em 2017. A produtora Dinorah Hernandez declarou que "em Overwatch, as pessoas se apegam aos personagens à medida que os jogam e a forma como são projetados amplifica a atração sexual".

## Reações
Quando perguntado sobre o conteúdo pornográfico, o designer-chefe Jeff Kaplan declarou que, como alguém que é "criativamente responsável" pela franquia, ele está preocupado e espera que as pessoas percebam que muitas crianças jogam o jogo apesar da classificação T (13+). Independentemente disso, Kaplan declarou: "Ninguém está tentando interferir na liberdade de expressão de ninguém ou em nada disso, pois adoramos a expressão criativa das pessoas".
Como pornografia de Overwatch usa principalmente modelos oficiais de personagens com genitália anexada, vários pedidos de remoção foram emitidos para os criadores desses conteúdos. Essas notificações foram emitidas pela empresa de segurança Irdeto, que, de acordo com agências de notícias, pode ter sido contratada pela Blizzard para limpar o conteúdo indesejado dos fãs. A própria Blizzard ainda não comentou sobre a grande cena pornográfica de Overwatch. Depois que um criador publicou uma captura de tela de um desses avisos de remoção no Reddit, outros criadores começaram a se unir para pressionar a Blizzard a parar.
O prolífico desenvolvedor de pornografia de jogos eletrônicos StudioFow [en] declarou que não criaria pornografia de Overwatch depois que o estúdio recebeu um cease and desist da Blizzard em 2015 por seus projetos relacionados a World of Warcraft. Em uma postagem em seu blog, o estúdio declarou que "não é um processo que eu gostaria de repetir porque tenho coisas melhores a fazer do que discutir semântica o dia todo com advogados arrogantes, minúsculos e hipócritas [...] há coisas mais importantes na vida, como cuidar da minha equipe e alimentar famílias".
Tanto Jim Sterling quanto Jeff Grub, da VentureBeat, descreveram a abundância de fanarts de "Overwatch", pornográficas ou não, como um bom sinal para a longevidade do jogo. O fluxo de pornografia relacionada a Pokémon logo após o lançamento de Pokémon Go foi comparado ao de Overwatch.